# Imogiri

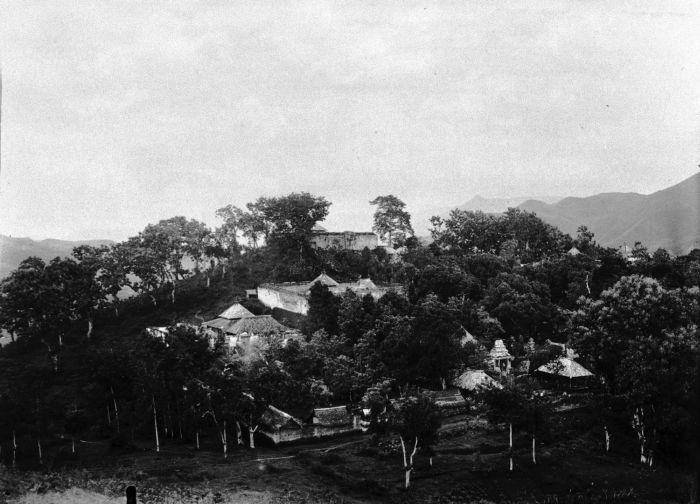
Vista aérea hacia 1890.

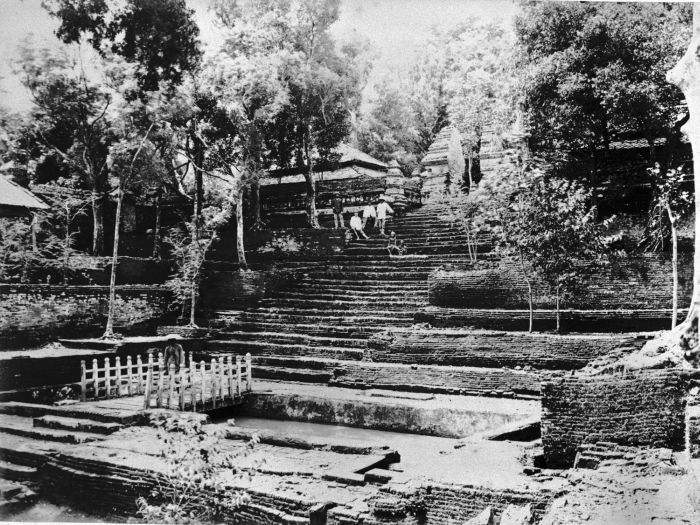
Entrada al recinto hacia 1890.

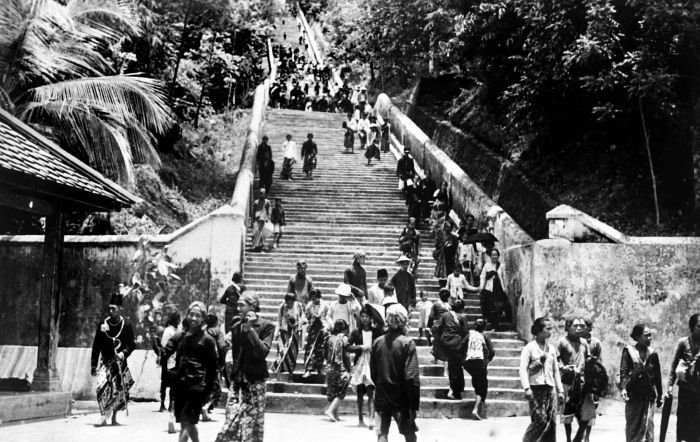
La gran escaerala en los funerales del sunan Paku Buwono X de Surakarta.

Imogiri es el nombre del cementerio real de los dirigentes de Mataram, Surakarta y Yogyakarta. Está situado sobre una colina, 17 km al sur de Yogyakarta, entre las actuales divisiones políticas de Yogyakarta y Surakarta, en Java Central (Indonesia), y administrado por ambas. Su nombre proviene de las palabras sánscritas hima (cielo) y giri (montaña). Es un lugar importante en la tradición javanesa y de peregrinación.
Fue mandado planificar por el sultán Agung de Mataram en 1645, ya al final de su reinado, para servirle de mausoleo. Casi todos sus sucesores han sido enterrados allí, así como otros miembros de su familia real, y el lugar continúa utilizándose como cementerio de sultanes.
Al recinto se accede por una senda que conduce a una mezquita. Desde aquí, subiendo por una escalera de 345 peldaños, se accede a las tumbas, distribuidas alrededor de tres patios. Hay cuatro estanques que son vaciados y vueltos a llenar una vez al año. En torno al patio central están las tumbas de Agung y sus sucesores, los reyes del Sultanato de Mataram. A su izquierda están los susuhunan de Surakarta y a la derecha los de Yogyakarta. Lo más destacable es el mausoleo de Agung, el más alto de todos, rodeado por un muro con una entrada de estilo hindú.
En 2006 sufrió graves desperfectos a causa de un terremoto, tras lo cual comenzó un proyecto para su restauración.